# Anatol Eremia
Anatol Eremia (n. 3 iulie 1931, Cahul, România) este un lingvist, specialist în onomastică și toponimie din Republica Moldova.

## Biografie
Anatol Eremia s-a născut la 3 iulie 1931, în orașul Cahul, într-o familie de intelectuali. Tatăl său, Ilie Eremia, era profesor, iar mama sa lucra ca educatoare într-o instituție preșcolară. A absolvit Școala Medie nr. 2 din Cahul în anul 1952. De-a lungul vieții, a crescut și a educat doi fii: Anatolie (născut în 1955) și Viorel (născut în 1989), ambii devenind ingineri specializați în domeniul științelor informatice.

## Cariera profesională
Studiile superioare le-a realizat la Universitatea de Stat din Chișinău, în cadrul Facultății de Filologie, în perioada 1952–1957, continuând cu doctorantura la Academia de Științe a Moldovei între anii 1957 și 1960. Începând cu anul 1960 a fost angajat la Institutul de Filologie (cunoscut anterior ca Institutul de Limbă și Literatură), unde a parcurs treptat etapele profesionale, de la laborant și cercetător științific inferior până la funcția de director adjunct al instituției. Între anii 1975 și 1985 a contribuit la realizarea unor lucrări de referință în domeniul lingvisticii generale și române: Capitole de istoria limbii române, Dicționarul ortografic al limbii române, precum și publicația serială Cultivarea limbii.
În anul 1967, Anatol Eremia a susținut teza de doctor în filologie, iar în 2004 a obținut titlul de doctor habilitat în același domeniu. Activitatea sa de cercetare științifică s-a concentrat în mod special asupra lingvisticii române, domeniu în care s-a remarcat prin contribuții valoroase. La Universitatea de Stat din Moldova, Anatol Eremia a predat cursuri speciale de lingvistică, printre care „Derivatologia” și „Toponimia românească”.
Pe parcursul a 35 de ani, Anatol Eremia a desfășurat ample cercetări toponimice de teren în majoritatea localităților din Republica Moldova, precum și în comunitățile românești din regiunile ucrainene învecinate cu Republica Moldova, precum Odesa, Vinița, Nikolaev și Transcarpatia.